# Thelétra
Thelétra är en ort i Cypern.   Den ligger i distriktet Eparchía Páfou, i den västra delen av landet, 90 km väster om huvudstaden Nicosia. Thelétra ligger 663 meter över havet och antalet invånare är 185. Den ligger på ön Cypern.
Terrängen runt Thelétra är huvudsakligen kuperad. Thelétra ligger uppe på en höjd.Trakten runt Thelétra är ganska tätbefolkad, med 185 invånare per kvadratkilometer. Närmaste större samhälle är Pafos, 15,2 km söder om Thelétra. Trakten runt Thelétra består till största delen av jordbruksmark.